# Eclipse lunar de 26 de maio de 2021
| Eclipse Lunar Total 26 de maio de 2021 | Eclipse Lunar Total 26 de maio de 2021 |
| --- | -------------------------------------- |
| Eclipse visto do subúrbio de Mountain View, Califórnia (EUA), 11:23 UTC, durante o fim da totalidade                                                            |                                        |
| A Lua cruzando a metade norte do cone de sombra da Terra, de oeste para leste (da direita para a esquerda), com o disco lunar avermelhado durante a totalidade. |                                        |
| Gamma | +0.4774                                |
| Saros (e membro) | 121 (55 de 82)                         |
| Sequência de eclipses lunares |                                        |
| Anterior | 30 de novembro de 2020                 |
| Próximo | 19 de novembro de 2021                 |
| Duração (hr:mn:sc) |                                        |
| Total | 0:14:31                                |
| Parcial | 3:07:27                                |
| Penumbral | 5:02:09                                |
| Fases e Horários do Eclipse (UTC) |                                        |
| P1 | 8:47:39                                |
| U1 | 9:44:59                                |
| U2 | 11:11:27                               |
| Máximo | 11:18:43                               |
| U3 | 11:25:58                               |
| U4 | 12:52:26                               |
| P4 | 13:49:47                               |

Esta animação mostra a Lua se movendo de oeste para leste, cruzando a sombra da Terra na constelação de Escorpião, próxima à Via Láctea. Aqui, o brilho da Lua é exagerado dentro da sombra umbral.

O eclipse lunar de 26 de maio de 2021 foi um eclipse lunar total, o primeiro de dois eclipses lunares do ano, e único como total. Foi visível no leste da Ásia, Austrália, Oceano Pacífico e oeste América do Norte. Teve magnitude umbral de 1,0095 e penumbral de 1,9540.

## Visibilidade
O eclipse foi visível sobre o Pacífico, Antártica, Austrália, Nova Zelândia, durante o nascer da Lua no leste da Ásia e no pôr da Lua na parte centro-oeste das Américas.
| Simulação da Terra vista da Lua durante o máximo da totalidade às 11 h 19 min UTC. A porção centro-sul do Oceano Pacífico, próximo às Ilhas Fiji obteve a melhor observação do meio do eclipse, de onde foi visível à meia-noite. |
| Mapa de visibilidade do eclipse. |

## Série Saros
Esse eclipse pertence ao ciclo lunar Saros da série 121, membro de número 55, com total de 82 eclipses na série. Será o último eclipse total da série, cujo primeiro eclipse lunar total foi em 13 de julho de 1516.